# إيوان ويرث
إيوان ويرث هو تاجر أعمال فنية سويسري، ولد في 1970 في زيورخ في سويسرا.

## وصلات خارجية
- إيوان ويرث على موقع مونزينجر (الألمانية)